# وورسما
شهر وورسما (به روسی: Ворсма) در کشور روسیه و در اوبلاست نیژنی نووگورود واقع شده‌است.

## نگارخانه

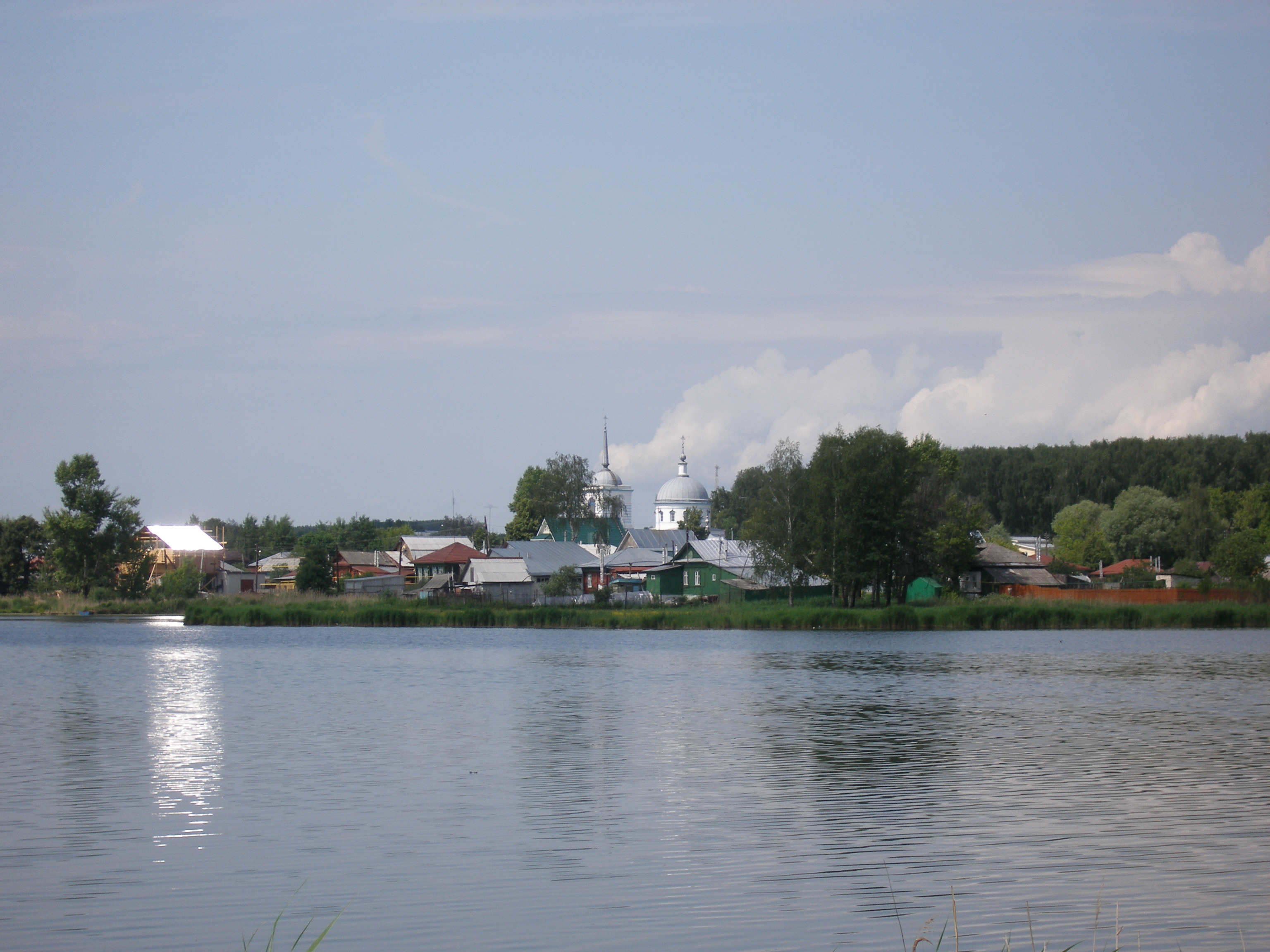
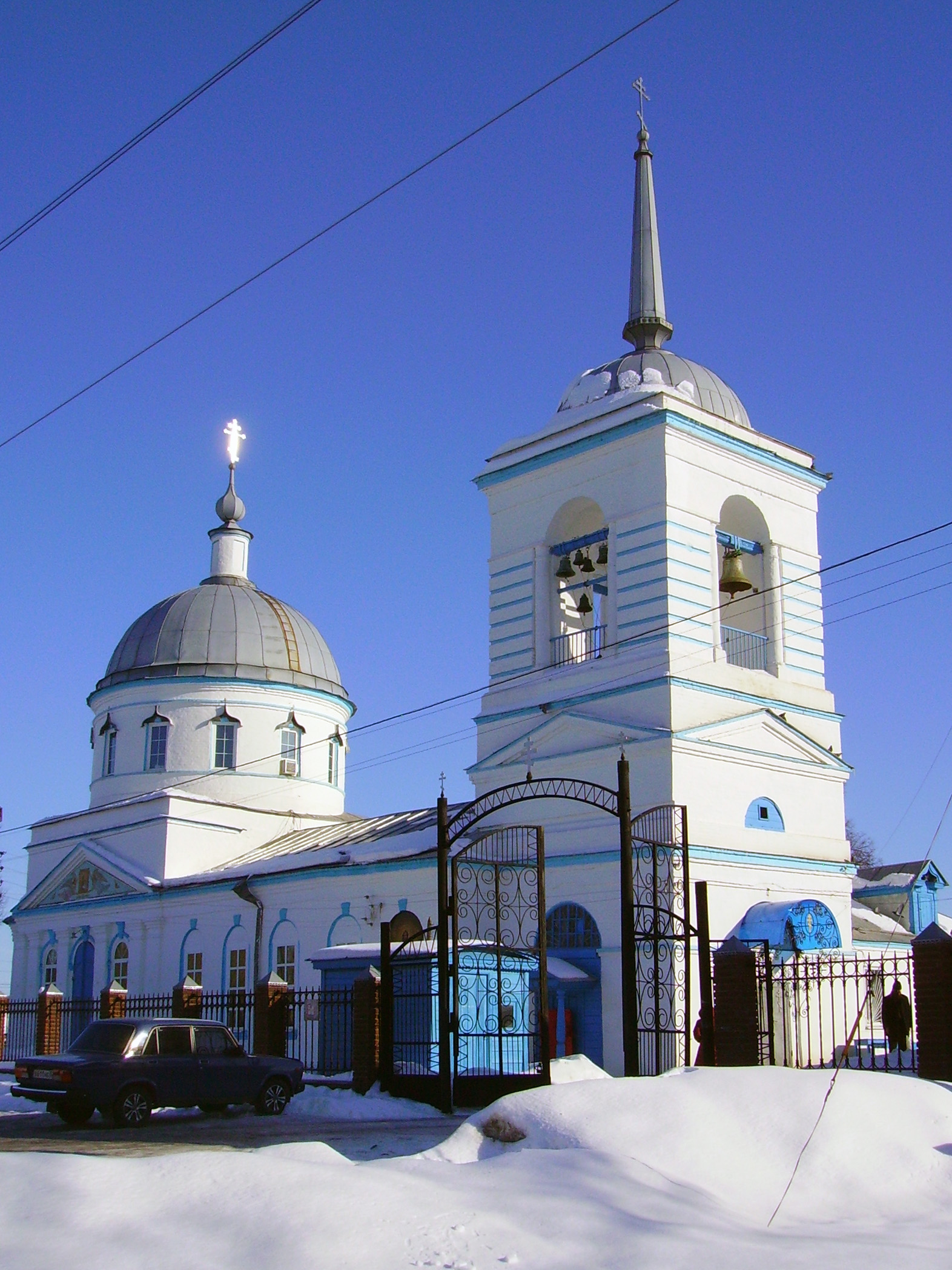
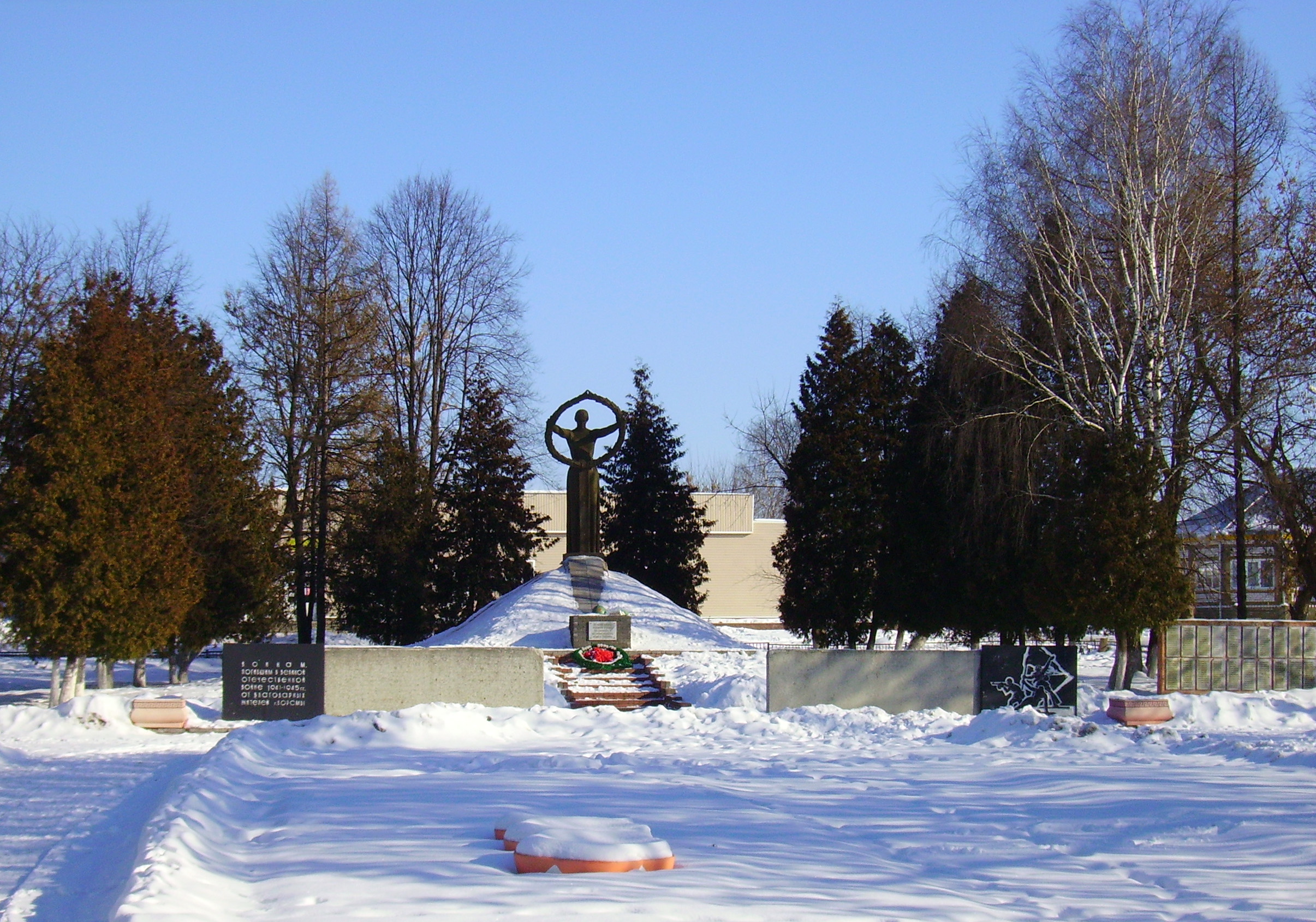
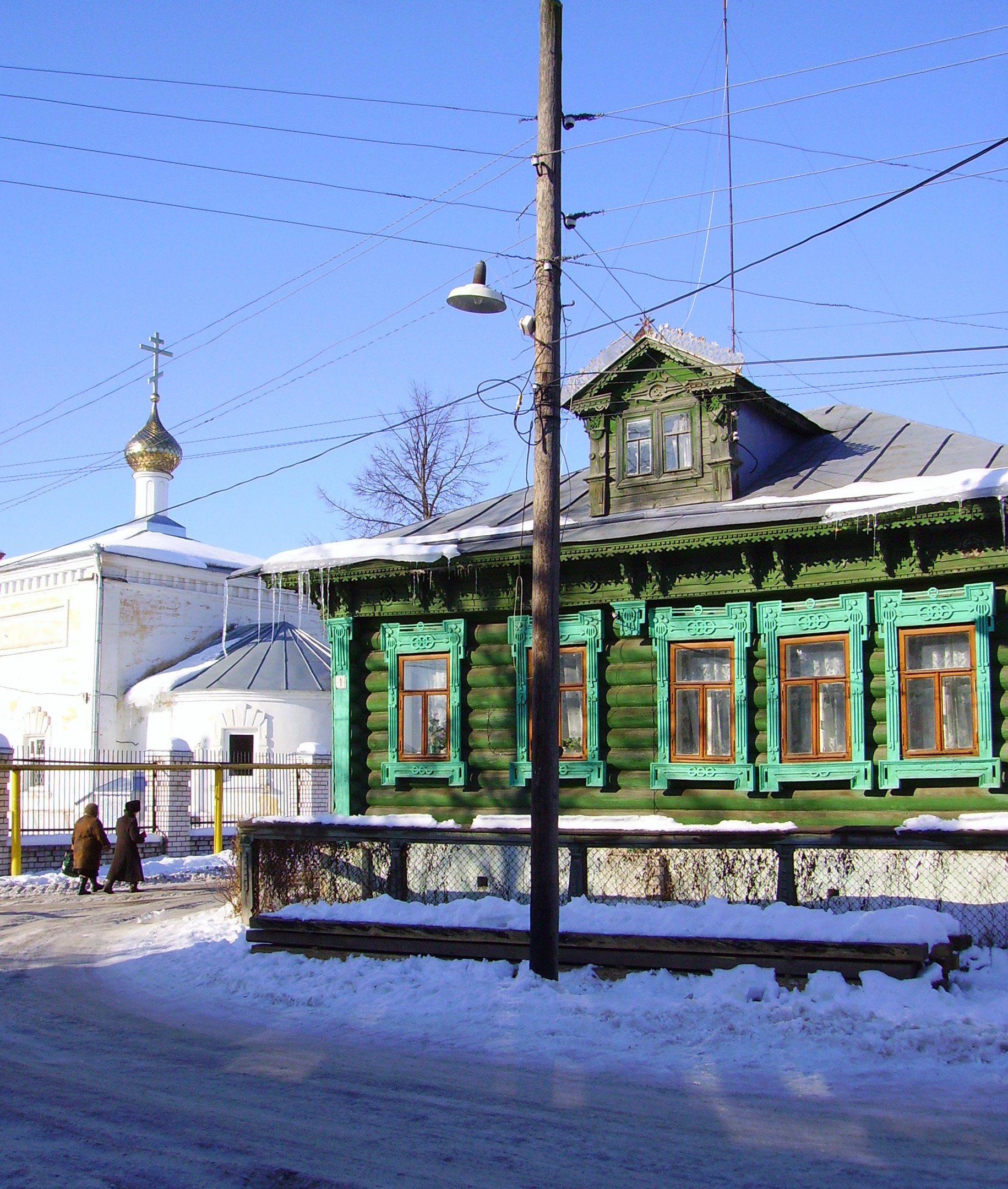
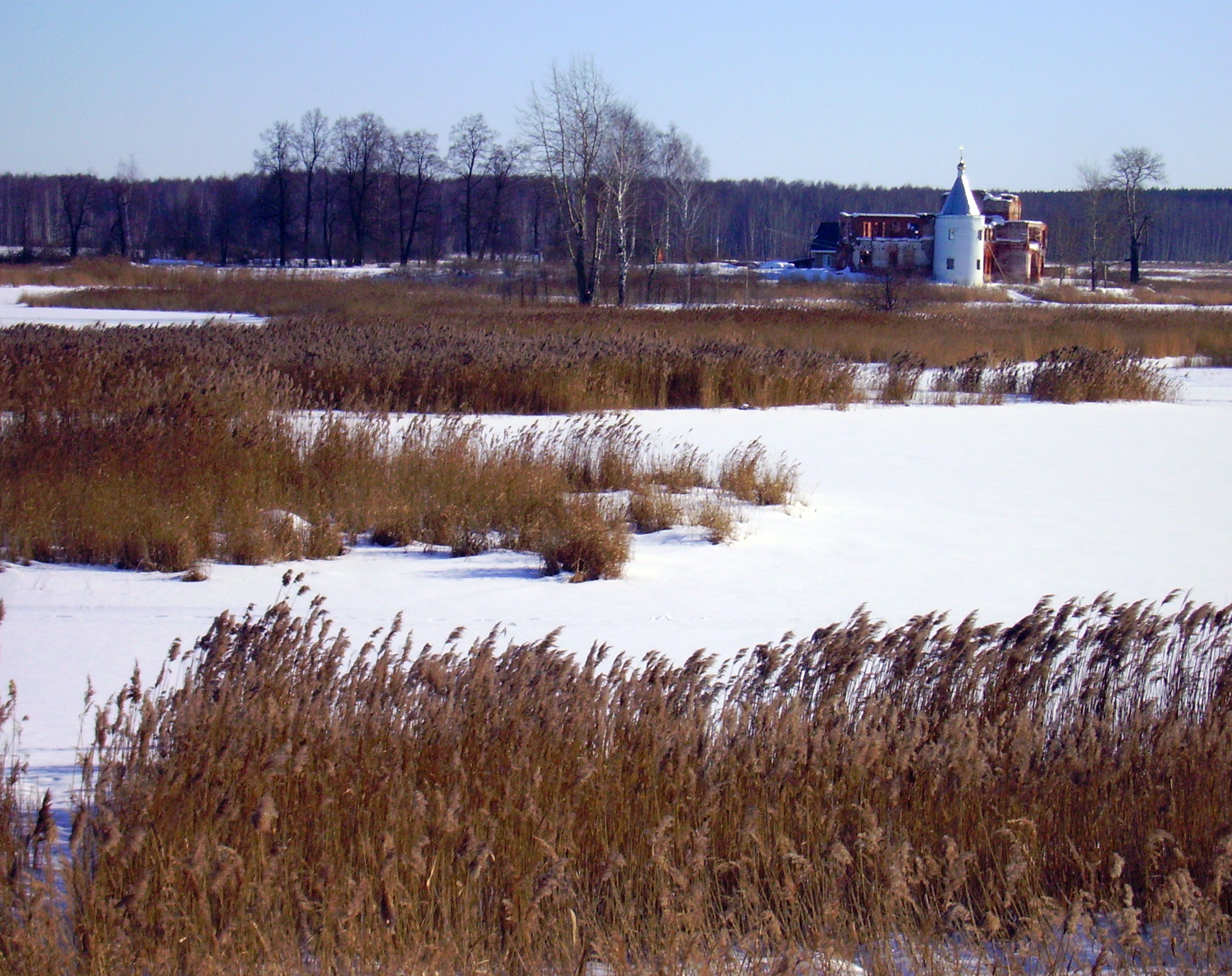
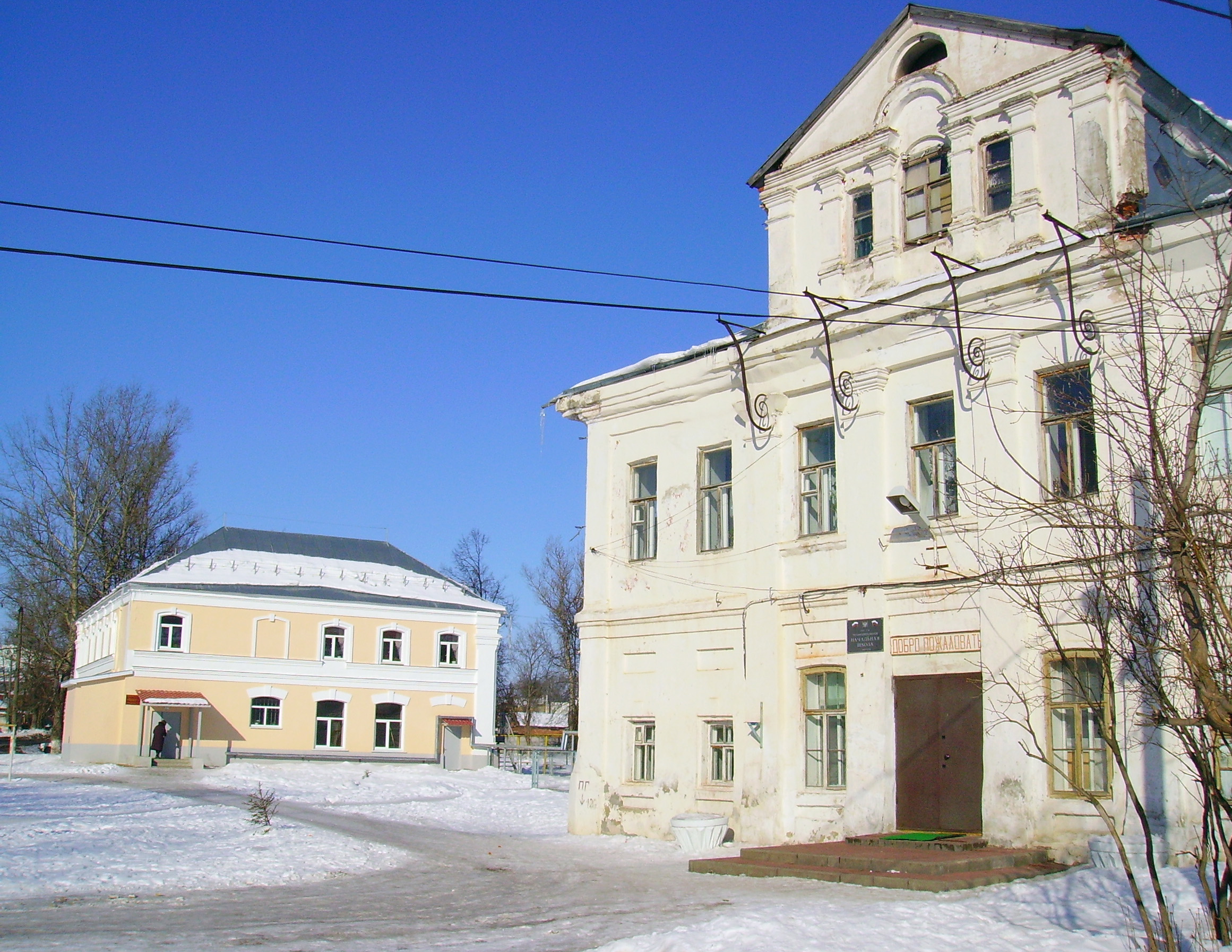
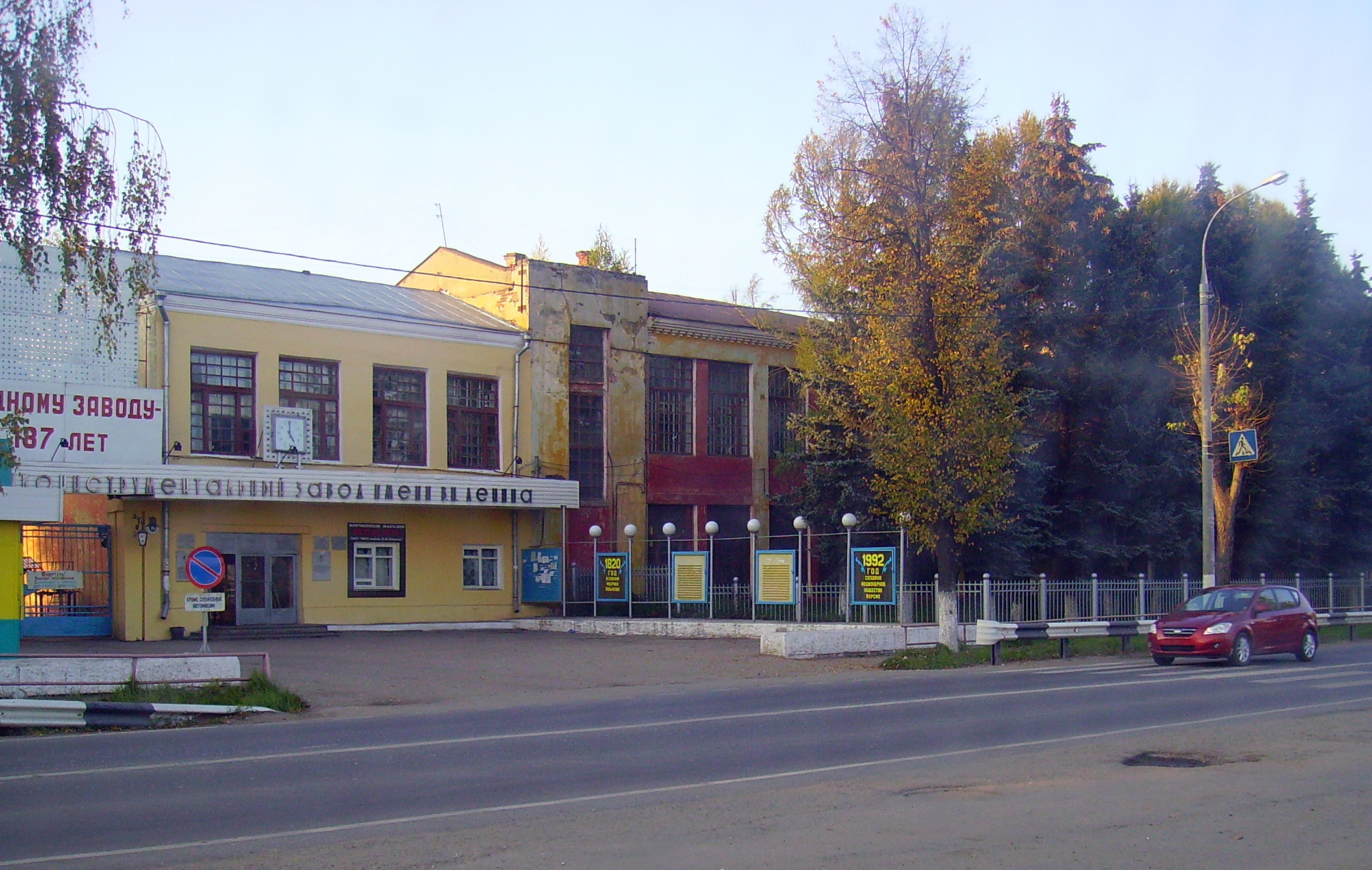